# Arhitectura gotică

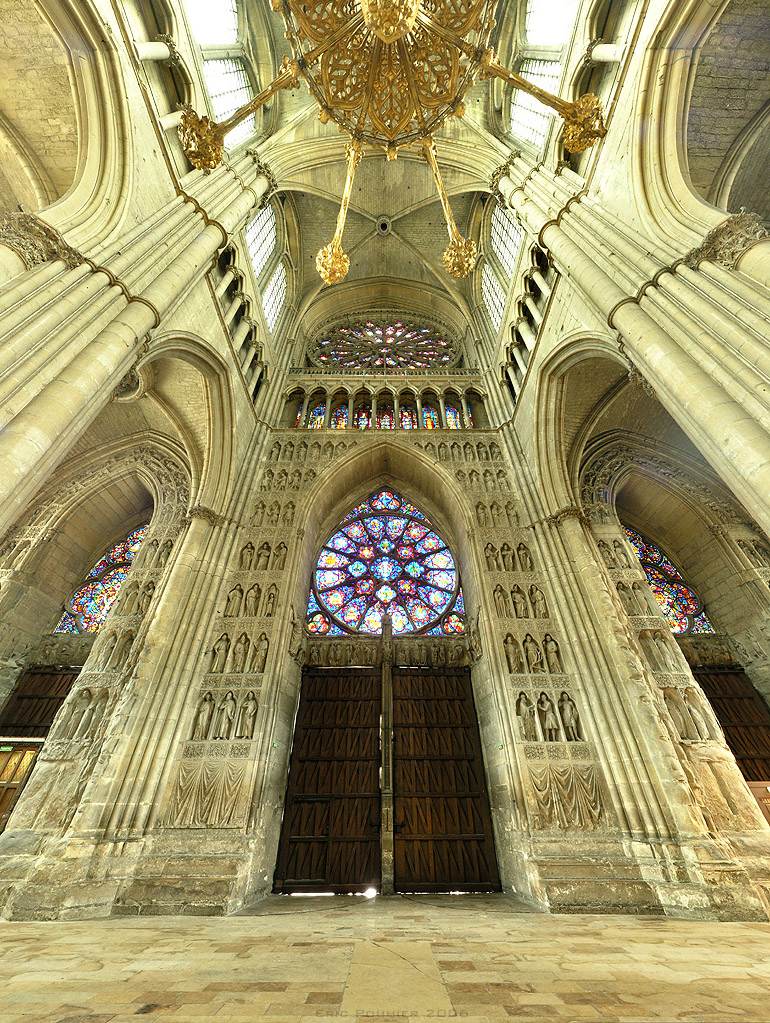
Catedrala din Reims

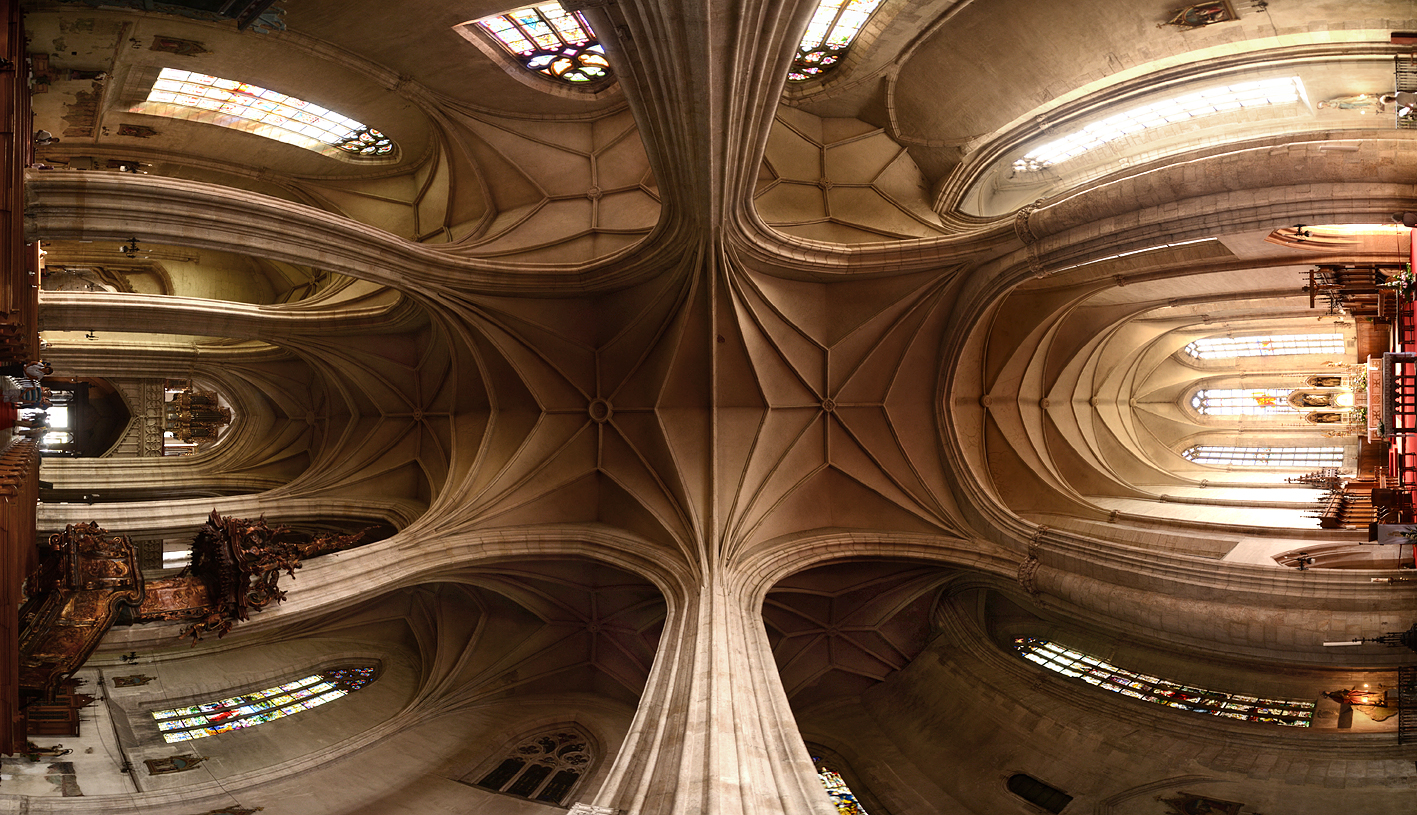
Sistemul de boltire al Bisericii Sf. Mihail din Cluj

Arhitectura gotică este stilul arhitectonic asociat cu catedralele construite în  Evul Mediu târziu din Europa, începând cu secolul al XII-lea până în anii 1500. Cele mai importante opere arhitecturale gotice se află în Franța, Germania și Marea Britanie.   Arhitectura gotică a fost precedată de arhitectura romanică și a fost succedată de arhitectura renascentistă, odată cu revoluția culturală începută în Florența secolului al XV-lea (Renașterea).
Două din elementele caracteristice ale arhitecturii gotice sunt bolta în arc frânt, sau ogiva, care este de fapt o intersecție longitudinală a doua bolte clasice ale stilului romanic, și arcul de susținere al ogivei, așa numitul arc butant. Un al treilea element definitoriu, care apare la multe clădiri gotice, nefiind însă omniprezent, este rozeta, prezentă atât în basoreliefuri cât și în alte forme ornamentale.
Stilul gotic a fost o transformare a stilului romanic, apărut din necesitatea de a da o altă dimensiune verticală clădirilor. Goticul flamboaiant, adică goticul târziu, a fost faza de apogeu artistic a goticului care s-a remarcat prin exagerarea abundenței detaliilor, în parte pentru a diminua greutatea pe care clădirile gotice o impuneau, respectiv pentru a încerca o salvare a stilului.
Goticul transilvănean s-a impus în secolul al XIII-lea, cu caracteristici conservatoare, dominate de tradițiile romanice. În secolele XIV-XV formele goticului transilvănean au evoluat spre maturitate. Planimetric a fost depășită varianta bisericilor de tip bazilical cu transept (în formă de cruce), precum Biserica Sfânta Maria din Sibiu, în favoarea construcției unor biserici-hală de mari dimensiuni, precum Biserica Neagră din Brașov, Biserica Sfântul Mihail din Cluj, Biserica Reformată din Târgu Mureș etc. În Țara Românească goticul a pătruns la sfârșitul secolului al XIII-lea, tot prin intermediu săsesc. Ilustrativă în acest sens este Biserica Bărăția din Câmpulung. În Moldova stilul gotic a pătruns în secolul al XIV-lea prin intermediu săsesc și maghiar. Ilustrative în acest sens sunt ruinele Catedralei Catolice din Baia. Sub influența arhitecturii gotice, bisericile ortodoxe din Moldova au preluat elemente gotice caracteristice, precum ancadramentele ferestrelor și portalurilor, contraforții etc., care au participat la sinteza stilului moldovenesc constituit în epoca lui Ștefan cel Mare.
Goticul a cunoscut la începutul secolului al XIX-lea o nouă recunoaștere și o revitalizare, în special în Anglia, unde s-a impus termenul „Gothic Revival” pentru Arhitectura neogotică. Reprezentative în acest sens este Palatul Westminster, care a fost total refăcut după devastatorul incendiu din 1834. La sfârșitul aceluiași secol și începutul secolului 20 arhitectura neogotică s-a răspândit din Europa în toată lumea, mai ales în zonele de influență ale culturii apusene, precum Statele Unite ale Americii, Canada, Australia, Filipine, India ș.a.m.d.

## Origine

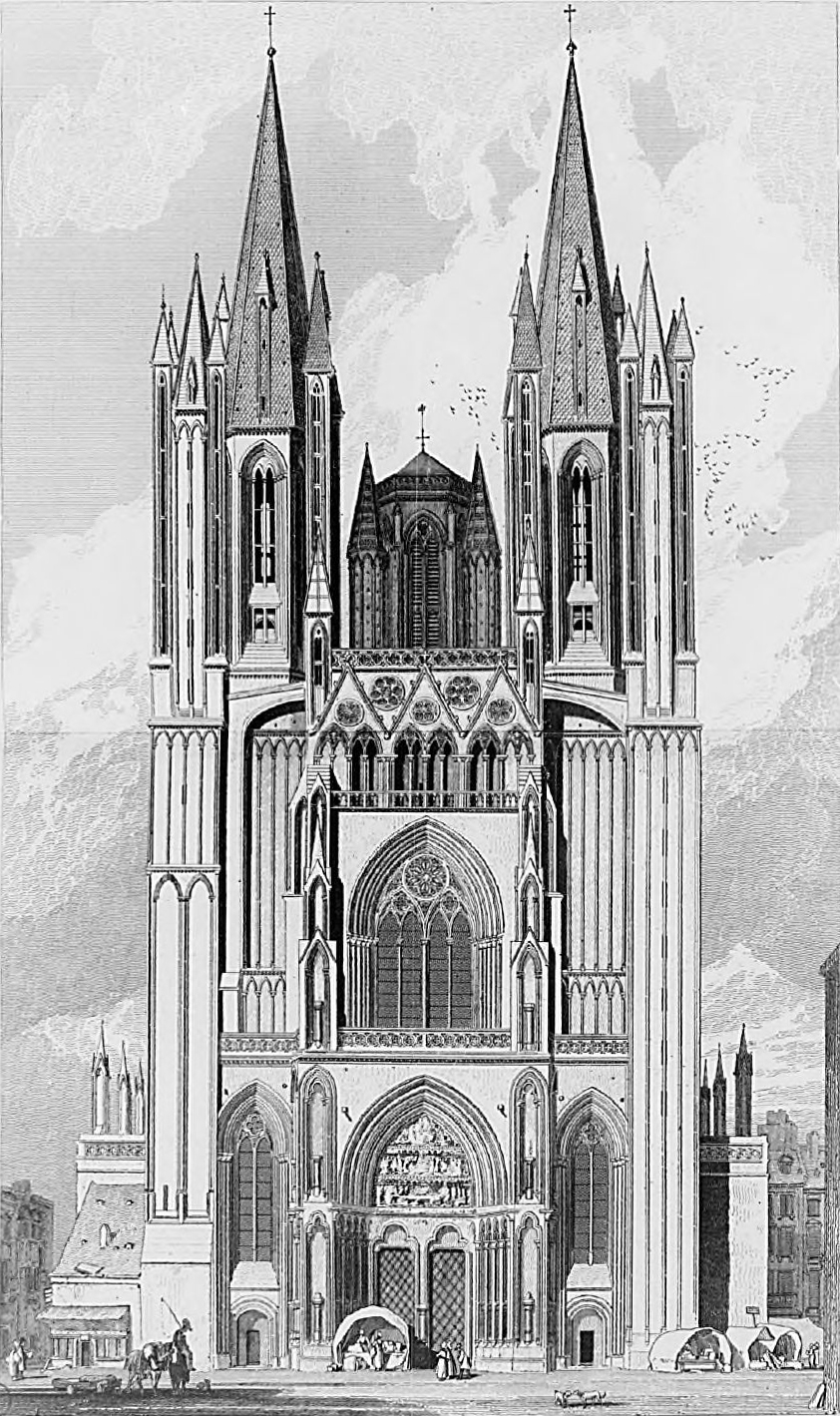
Catedrala din Coutance, Franța

Stilul gotic își are originea în construcția Bazilicii Sfântul Denis, biserica abației din Saint-Denis, din apropierea Parisului. Bazilicia Saint-Denis a concretizat viziunea arhitecturală a Abatelui Suger. Suger a dorit să creeze o reprezentare fizică a Ierusalimului ceresc printr-o clădire de o verticalitate și liniaritate impunătoare. Fațada bazilicii a fost proiectată efectiv de Suger, în timp ce nava a fost adăugată sute de ani mai târziu.
Către mijlocul secolului al XII-lea, în plină epocă de dominație a romanicului, își face apariția un nou stil în arhitectură. Numele i-a fost dat de oamenii veacului al XVII-lea, care disprețuiau această artă, văzută ca o artă "barbară", "gotică" de la numele celor mai cunoscuți "barbari" ai sfârșitului antichității. În realitate, arta gotică a dat Europei capodopere comparabile cu cele mai mari creații ale geniului uman. 
Monumentele romanice le păreau arhitecților secolului al XII-lea greoaie, masive și întunecate, datorită ferestrelor puține și înguste. Arhitecții goticului au revoluționat viziunea spațială romanicului prin două invenții: ogiva și arcul de susținere (arc butant). Bolta semicirculară este înlocuită cu o boltă în formă de arc de cerc frânt, sau ogivă, la care presiunea verticală este mult mai redusă. Meșterii înălțau pe patru coloane, dispuse în plan pătrat, câte două perechi de arcuri în ogivă; fiecare arc este susținut de două coloane diagonal opuse. Prin multiplicarea acestor grupuri de arcuri se putea obține o construcție foarte solidă, capabilă să susțină, prin încrucișarea de ogive, bolta edificiului, oricare ar fi dimensiunile ei. Arcurile de susținere, cealaltă invenție, sprijină, din exterior, pereții înalți ai navei centrale, alături de contraforturi, pentru a contrabalansa presiunea laterală a bolților.
Aceste soluții au îngăduit o nouă organizare a spațiului bisericii, în care planul cu o navă este cel mai răspândit. Una dintre gloriile catedralelor gotice este turnul de înălțime amețitoare, al cărui vârf împunge bolta cerească. Multe catedrale aveau mai multe turnuri, dar unele dintre ele au rămas neterminate din lipsă de fonduri, cum ar fi în Belgia catedrala din Anvers. Primele catedrale gotice au apărut în inima Franței, pe domeniul regal. Cea dintâi este biserică abațială de la Saint-Denis din Paris, înălțată în deceniile 4-5 ale secolului al XII-lea, sub îndrumarea abatelui Suger, sfetnicul regelui Ludovic al VI-lea. Au urmat, între 1150 si 1250, patru catedrale celebre ale goticului francez. Prima este Notre-Dame de Paris, în a doua jumătate a veacului al XII-lea, cu cinci nave si o fațadă admirabilă.Întregul ansamblu degajă echilibru și armonie. A doua este catedrala din Chartres, cu două turnuri inegale. Catedrala din Amiens este cel mai mare monument gotic din Franta. În sfârșit, cea mai frumoasă rămâne catedrala din Reims, comparată cu Partenonul, loc de încoronare a regilor Franței.
În Germania, goticul pătrunde mai târziu, influențat de monumentele franceze. Cele mai cunoscute opere gotice sunt: domurile din Köln, Nürnberg și Bamberg. Caracteristica edificiilor germane este planul "bisericii-hală", cu trei nave de înălțimi egale.În Anglia, trăsătura monumentelor gotice este masivitatea lor, necunoscută pe continent. Principalele edificii gotice de aici sunt catedralele din: Canterbury, Wells, Lincoln și Salisbury. Și Spania stă sub influența goticului francez, adus de pelerinii sosiți în Peninsula Iberică de dincolo de Munții Pirinei. Caracteristicile acestui stil apar mai ales la catedralele din Burgos si Toledo. În sfârșit, Italia rămâne refractară inovațiilor gotice, datorită puternicei rezistențe a influențelor bizantine. Cel mai reprezentativ monument gotic din Peninsula Italică este domul din Milano, înălțat pe parcursul a cinci secole. În schimb, Italia, mai mult decât orice altă țară europeană, a dat admirabile monumente gotice în arhitectura civilă. Zeci de palate comunale din orașele italiene preiau elementele stilului, ce le oferă eleganță și armonie. Printre cele mai faimoase edificii civile se număra Palatul Dogilor din Veneția și admirabila "Casa de aur" (Ca d'Oro) aflată în aceeași cetate din lagună.

## Galerie de imagini

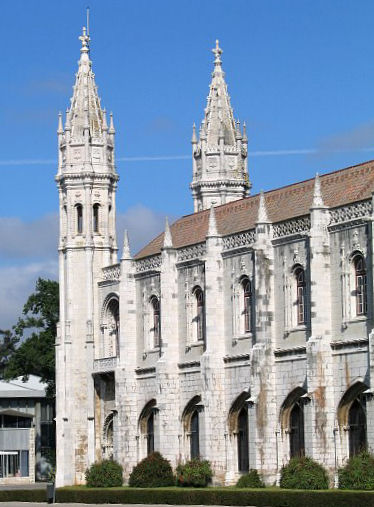
Mănăstirea Sf. Ieronim din Lisabona (Portugalia)
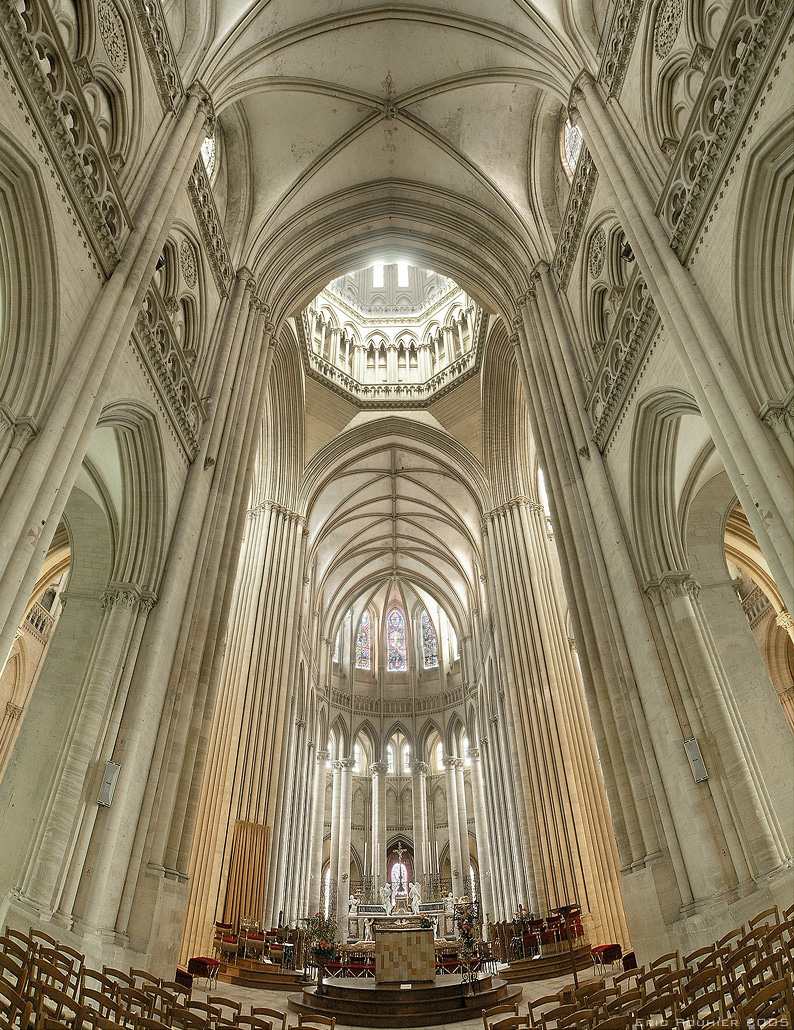
Catedrala din Coutances (Franța)
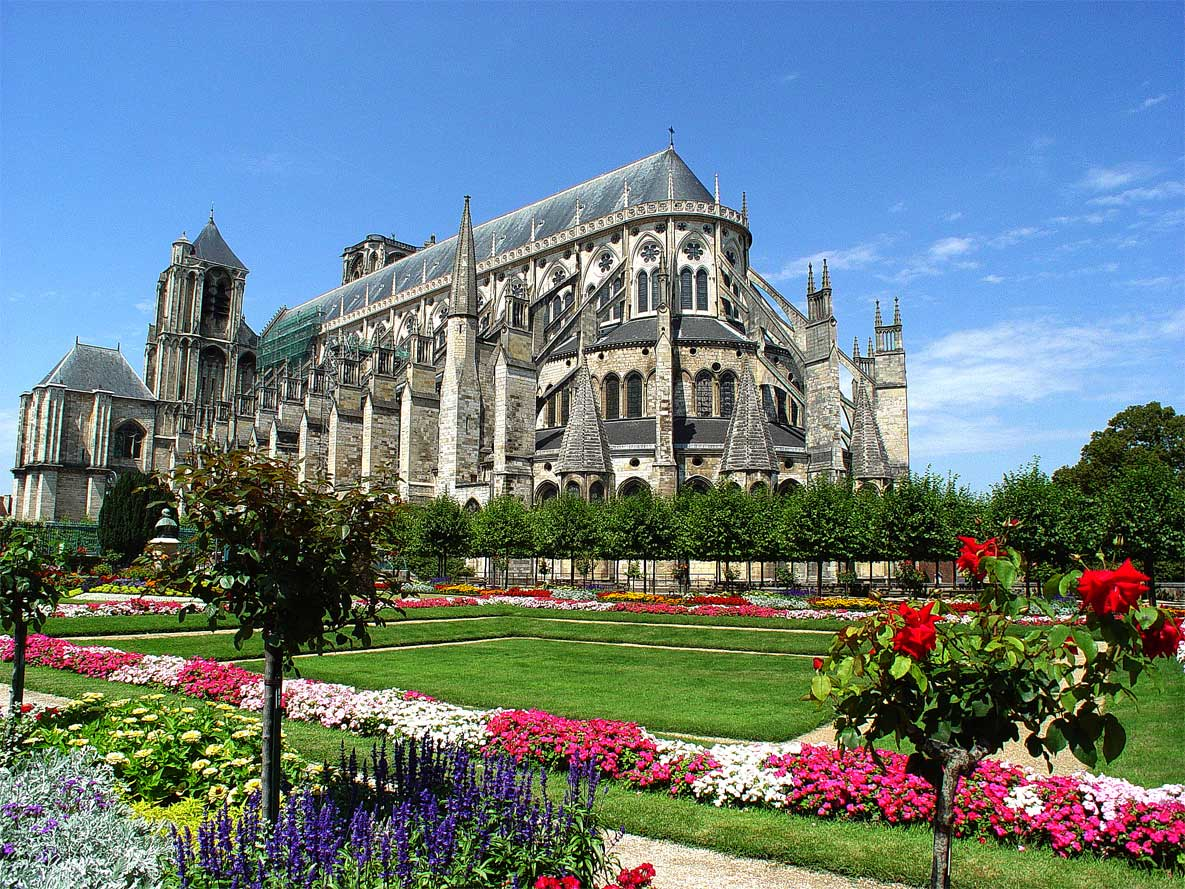
Catedrala Sf. Ștefan din Bourges (Franța)
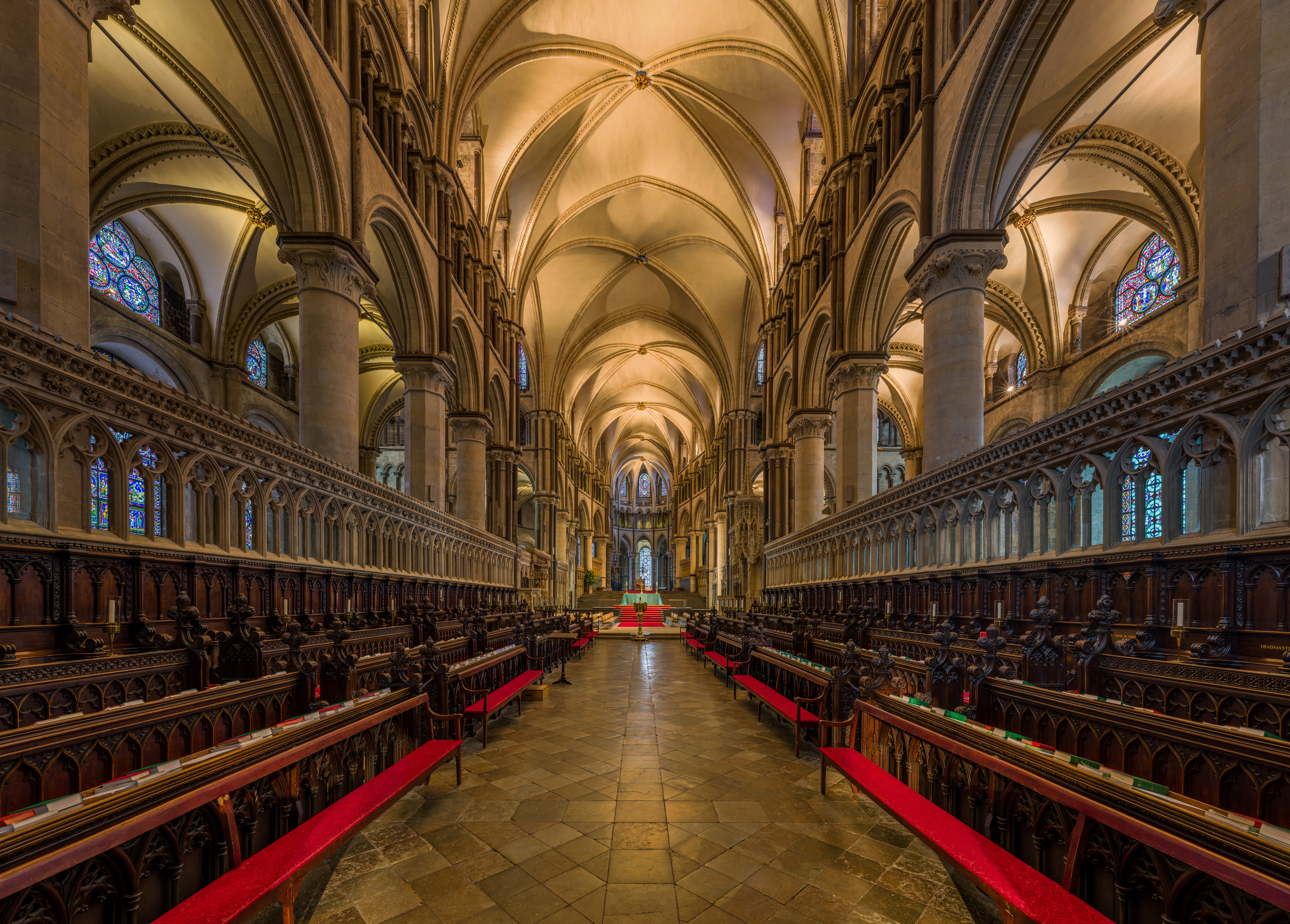
Catedrala din Canterbury (Anglia)
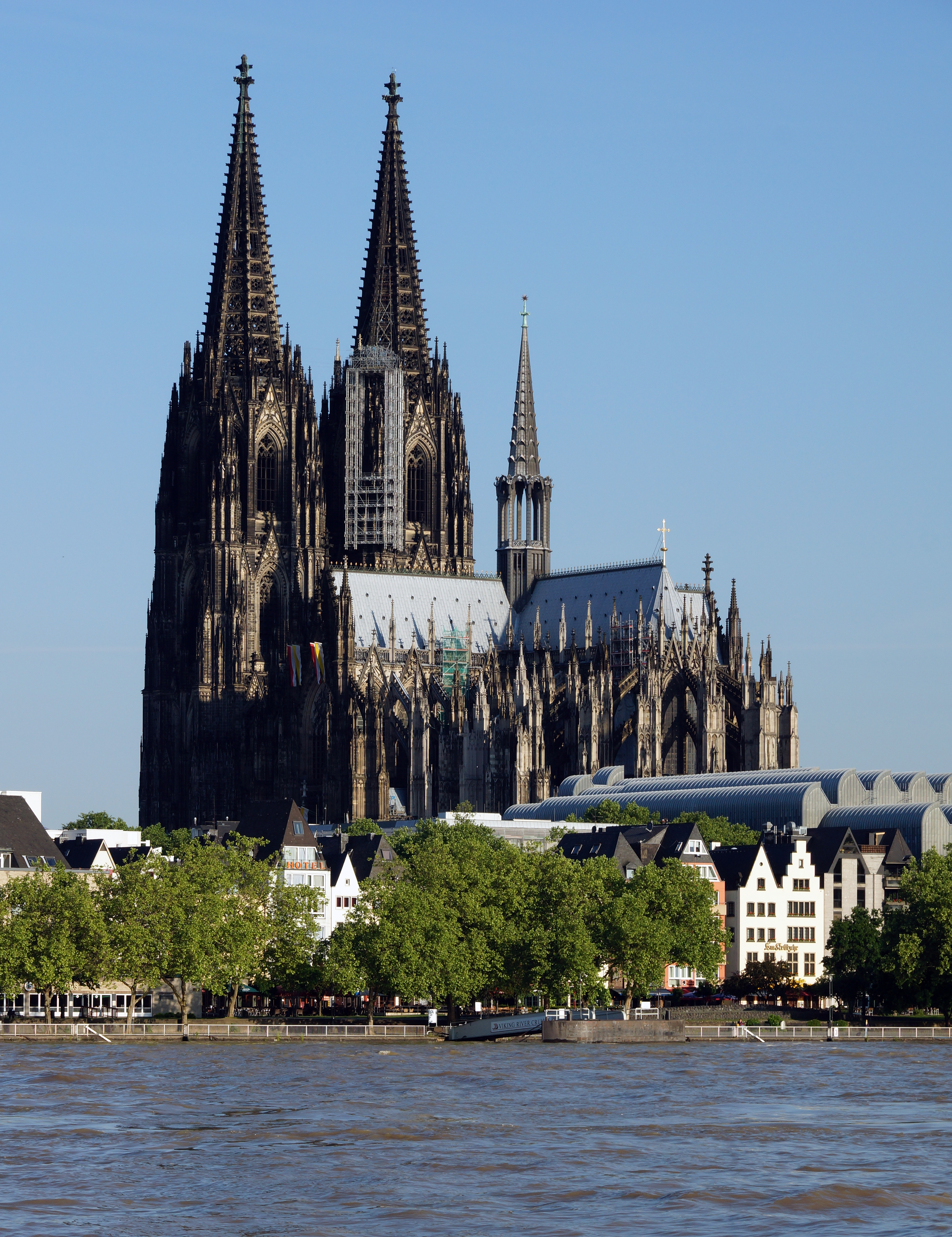
Domul din Köln (Germania)